# Alan Johnston
Alan Graham Johnston (Lindi (destijds Tanganyika, tegenwoordig Tanzania), 17 mei 1962) is een Britse journalist in dienst van de BBC.
Hij werd geboren als zoon van Graham en Margaret Johnston. In de jaren zeventig verhuisde hij naar Dollar in Schotland waar hij een studie volgde aan de Dollar Academy.
Vanaf 1991 werkt hij als correspondent voor de BBC, onder meer in Afghanistan en de Gazastrook.

## Ontvoering

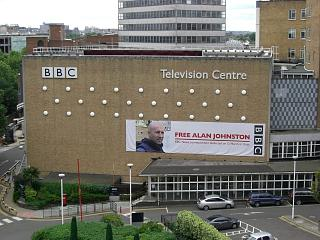
Spandoek bij de studio's van de BBC

Op 12 maart 2007 werd bekend dat Johnston vlak voor zijn woning in Gaza ontvoerd moest zijn, omdat zijn auto leeg werd aangetroffen, zijn huis verlaten bleek en hijzelf niet meer op telefoon-oproepen reageerde.
Op 15 april 2007 maakte een Palastijnse groep genaamd al-Tawhid al-Jihad bekend dat Johnston geëxecuteerd zou zijn. De groep klaagde over gebrek aan belangstelling van de zijde van zowel de Britse als de Palestijnse autoriteiten en zou Johnston om die reden niet hebben vrijgelaten. De groep kondigde de publicatie aan van een videoband waarop de executie te zien zou zijn, maar die band zou er uiteindelijk nooit komen.
Op 9 mei 2007 trad onverwacht een geheel andere groepering voor het voetlicht om Johnstons ontvoering op te eisen. Deze groep noemde zich Jaysh al Islam (Leger van Islam) en eiste in een geluidsopname de vrijlating van Britse moslim-gevangenen, waaronder Abu Qatada al Filistini. De regering Blair ging hier evenwel, zoals gewoonlijk, niet op in.
Na weken van stilte was er op de ochtend van 1 juni 2007 dan plotseling een video-opname, waarin Johnston meldde dat hij nog leefde en dat zijn ontvoerders goed voor zorgden.
Op 25 juni 2007 dook er een nieuwe video op, ditmaal met Johnston gehuld in een bomvest van de soort die ook door Palestijnse zelfmoordterroristen gebruikt wordt. In die video las de verslaggever een waarschuwing van zijn ontvoerders aan de Britse regering en Hamas voor om vooral geen pogingen te ondernemen hem te bevrijden, omdat hij dan door zijn gijzelnemers zou worden opgeblazen.
Door interventie van de militante arm van Hamas werd Johnston ten slotte in de vroege ochtend van 4 juli 2007 door zijn gijzelnemers vrijgelaten en overgedragen aan vertegenwoordigers van premier Ismail Haniya.